# Franco tiratore
Franco tiratore, in senso proprio, è una locuzione per definire un combattente che spara contro truppe regolari, da solo o nell'ambito di piccoli gruppi, specialmente in centri abitati occupati dal nemico o in corso di occupazione. 
Il termine "franco" (libero) sta a indicare che questo tipo di combattenti non opera seguendo gli ordini generali impartiti dai rispettivi comandanti per determinate azioni militari, ma si tratta di combattenti cui è concessa una notevole libertà di azione e iniziativa, soggetti al solo imperativo di ostacolare i movimenti del nemico e/o comunque arrecargli i danni della perdita di uomini.

## Nel lessico militare

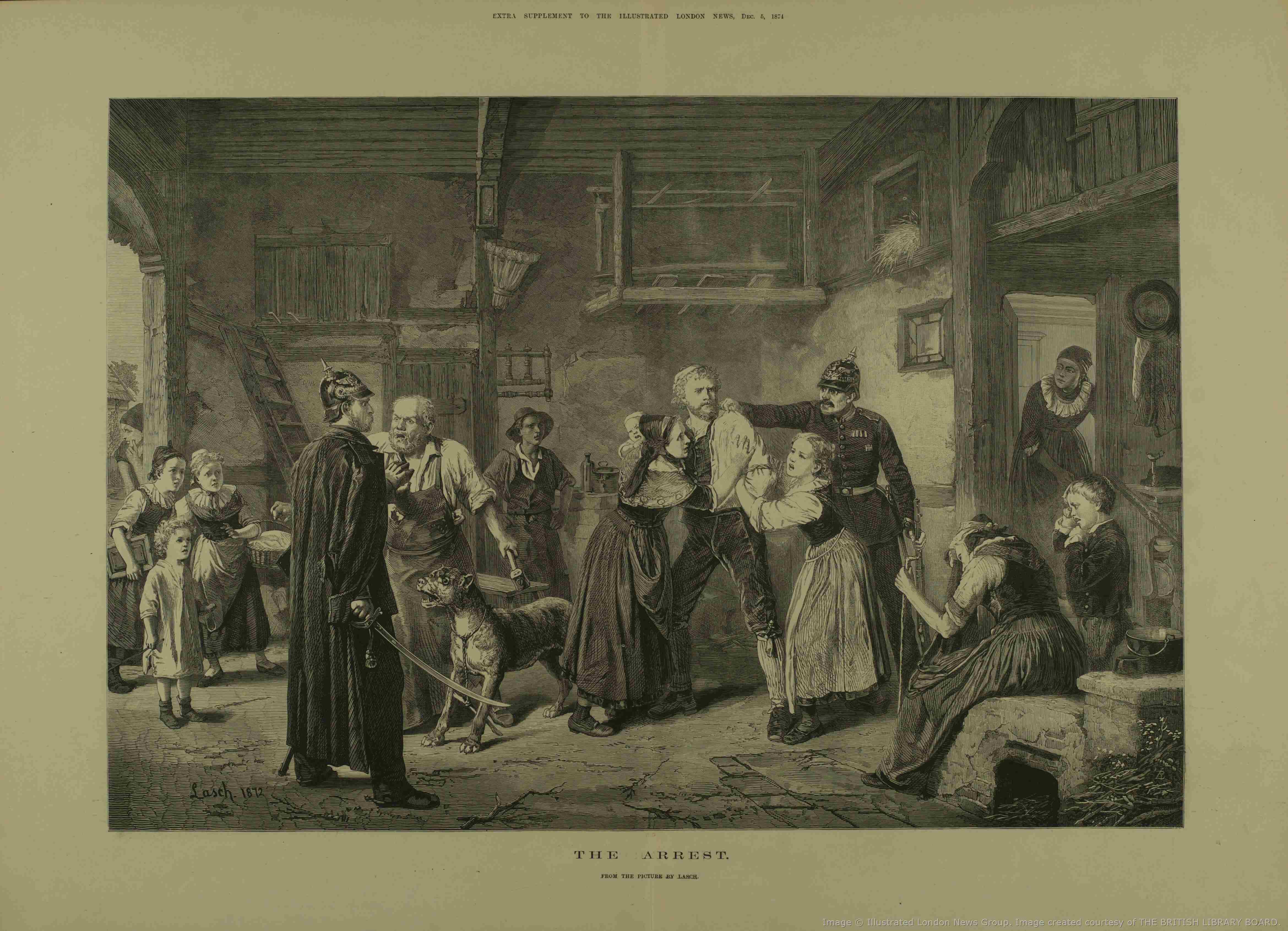
Cattura di un franc-tireur da parte delle truppe prussiane durante la guerra franco-prussiana nel 1870

La locuzione, rintracciabile in italiano a partire dal 1870, ha origine militare ed è un calco del francese franc-tireur. La prima traccia individuabile dell'espressione si trova nei resoconti giornalistici della guerra franco-prussiana, usata per definire un "combattente o piccolo gruppo di combattenti che pratica azioni di guerra contro truppe regolari per evitare l'occupazione o l'evacuazione di centri abitati".
I francs-tireurs rappresentarono la prima ossatura dell'esercito dei Vosgi che, sotto la guida di Giuseppe Garibaldi, combatté nell'ultima fase della guerra franco-prussiana del 1870. Fu al ritorno in patria dei volontari che la traduzione "franchi tiratori" si diffuse anche in Italia.
Alcune fonti riportano che l'origine dell'espressione ha, in francese, radici più antiche: i franc tireurs furono infatti milizie volontarie istituite per difendere la Francia in occasione delle invasioni del 1792 e del 1815. Tali milizie, più note come tirailleurs, vennero inquadrate nell'esercito regolare da Napoleone Bonaparte, dando vita alla fanteria leggera. Al termine della prima guerra mondiale in Germania furono organizzati alcuni Freikorps, per l'appunto "corpi franchi".
La locuzione tornò d'attualità nella seconda guerra mondiale durante la battaglia di Firenze dell'estate 1944, riferendosi ai combattenti fascisti della Repubblica Sociale Italiana (che furono chiamati anche "cecchini") i quali si contrapposero alla liberazione della città da parte delle forze alleate sparando dai tetti della città. Sempre nell'ultimo conflitto mondiale, i Francs-tireurs et partisans (FTP) furono un importante gruppo della Resistenza francese.

## Nel gergo politico
Secondo il moderno significato, in politica, il "franco tiratore" è invece colui che, approfittando del voto a scrutinio segreto, non segue le indicazioni del proprio partito o gruppo parlamentare cui appartiene.
A partire dagli anni cinquanta divenne un'espressione gergale, quando l'espressione fu utilizzata per la prima volta secondo la definizione corrente. Di fatto, però, l'espressione conservò l'accezione di cecchino che, nascosto e dunque imprevisto, provoca danni ad una parte.